# Laufgitter

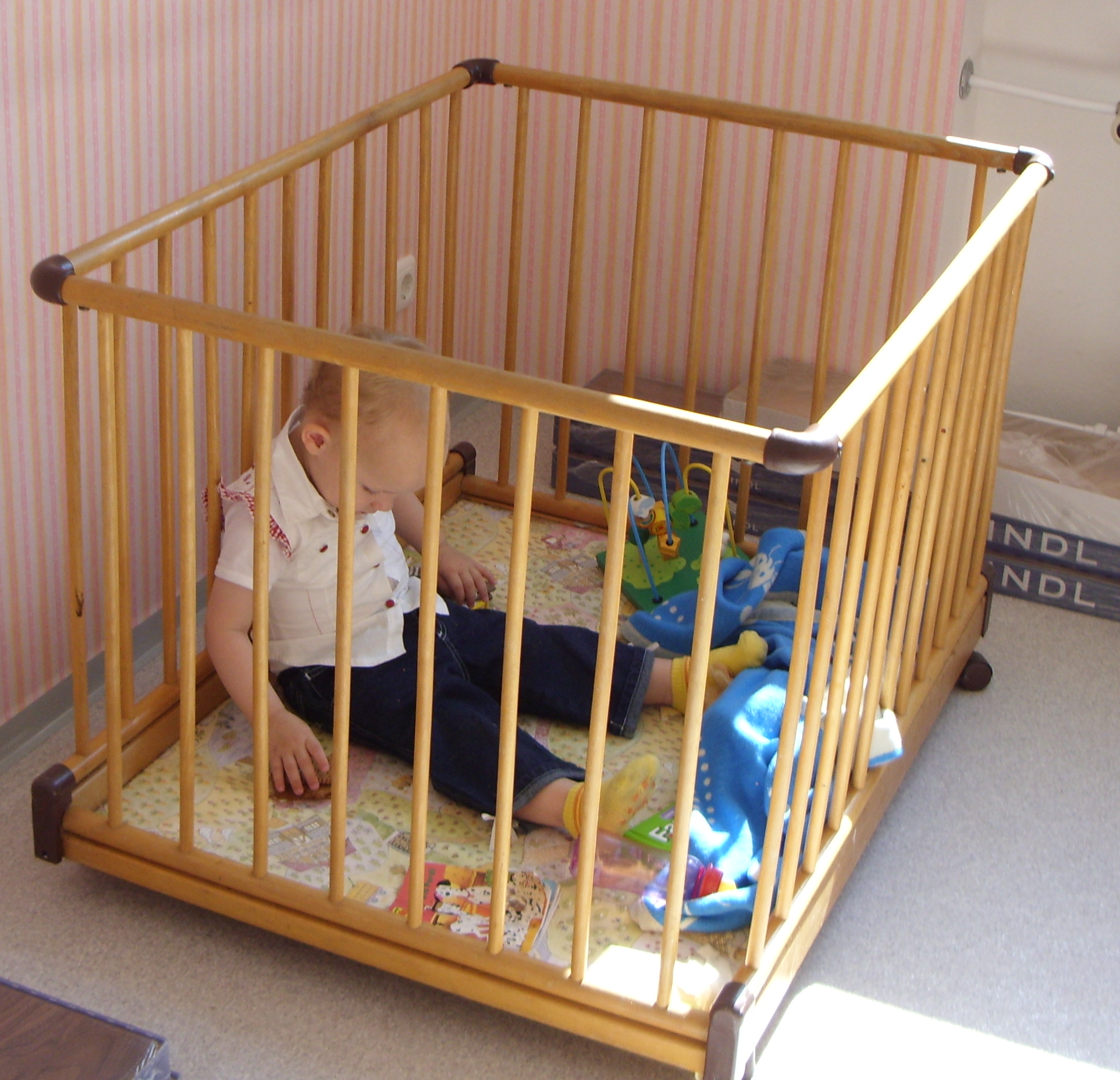
Laufgitter aus Holz

Kinderbetreuung mit Laufgitter (1898)

Ein Laufgitter, auch Laufstall, Ställchen oder Gehschule (österr.), ist eine Abgrenzung für eine geschützte Spielfläche bzw. Aufenthaltsfläche für ein Kleinkind, um es bei Abwesenheit der Aufsichtsperson vor Unfällen und Verletzungen zu schützen.

## Geschichte
Traditionell wurden Laufgitter aus Holz hergestellt und bestanden aus einer rechteckigen oder oft quadratischen Form. Die Wände bestanden meist aus senkrecht angeordneten Holzstäben und ähnelten damit einem Gitterbett.   
Moderne Laufgitter sind meist rollbar und die Grundkonstruktion besteht meistens aus Metall und Kunststoff. Es gibt auch viele Laufgitter aus Massivholz. Hierzu wird häufig Kiefer oder Buche verwendet.  
Es gibt aber auch leichtgewichtige, zusammenklappbare Laufgitter mit Netzbespannung. Der Boden ist üblicherweise mit einer Matratze ausgelegt. Die seitlichen Gitter sind hoch genug, um ein Herausklettern des Kindes zuverlässig zu verhindern. Bei vielen Modellen können aber Stäbe entfernt werden, um bei Benutzung unter Aufsicht das Ein- und Auskrabbeln zu ermöglichen.  
Es gibt jedoch auch Laufgitter aus Kunststoff ohne Boden, die sich von der Form her fast beliebig anordnen lassen. Diese sind zum Beispiel auch zum Aufstellen im Garten geeignet. Des Weiteren sind Laufgitter verfügbar, bei denen der Boden in der Höhe verstellbar ist und so mit zunehmendem Alter des Kleinkindes weiter nach unten gestellt werden kann.  
Es gibt auch Laufgitter, die zum Himmelbett mit Mobile, zum Wickeltisch, zum Beistellbett oder zu einem Tisch umfunktioniert werden können.  
Laufgitter bieten gerade im frühkindlichen Stadium nach Ansicht Erwachsener genug Raum, um die Bewegungsfreiheit nicht einzuschränken.